# Luiz Carlos Guarnieri
Luiz Carlos Guarnieri (født 13. august 1971) er en tidligere brasiliansk fodboldspiller.
Han har spillet for flere forskellige klubber i sin karriere, herunder Kyoto Purple Sanga.